# Gordana Škorić
Gordana Škorić (26. kolovoza 1950. – 7. prosinca 2018.), hrvatska filozofkinja. Bila je profesorica filozofije umjetnosti i filozofije kulture na Filozofskom fakultetu Sveučilišta u Zagrebu.

## Životopis
Od rođenja do smrti, uključujući školovanje i rad, život je provela u Zagrebu. Na Filozofskom je fakultetu zagrebačkog Sveučilišta magistrirala 1979. i doktorirala 1998. godine. Radila je isprva (1978-1986) na Veterinarskom fakultetu, a potom na Filozofskom fakultetu, gdje je dočekala umirovljenje 2015. godine. Također je jedno vrijeme, kao vanjska suradnica, filozofiju umjetnosti predavala na Filozofskom fakultetu Sveučilišta Josipa Jurja Strossmayera u Osijeku.
Disciplinarno bila je vezana uz estetiku i filozofiju kulture. Objavila je monografije Umjetnost i smisao. Filozofske refleksije o suvremenoj umjetnosti (FF press, Zagreb, 2014.) i Filozof kulture Ernesto Grassi (FF press, Zagreb, 2016.) te uredila knjigu Za umjetnost. Zbornik radova u čast Danku Grliću povodom dvadeset godina od njegove smrti (FF press, Zagreb, 2004.).

## Vanjske poveznice
Stranica Gordane Škorić na webu FFZG-a

 Gordana Škorić u projektu Hrvatske filozofkinje